# Adattamenti cinematografici e televisivi dei racconti di Edgar Allan Poe
Questo è l'elenco degli adattamenti cinematografici, film televisivi ed episodi di serie televisive tratti da racconti, romanzi e poesie di Edgar Allan Poe.

## DaAnnabel Lee
- Ragnatela (The Avenging Conscience: or 'Thou Shalt Not Kill'), regia di David Wark Griffith - da Il pozzo e il pendolo, Il cuore rivelatore e Annabel Lee (film 1914)
- Annabelle Lee, regia di William J. Scully (1921)
- World Wide Adventures: Annabel Lee, regia di Ron Morante – cortometraggio (1969)
- Tale of a Vampire, regia di Shimako Satō (1992)
- Annabel Lee, regia di Luke Howard – cortometraggio (2000)
- Hatred of a Minute, regia di Michael Kallio (2002)
- Annabel Lee, regia di Aaron Shirley – cortometraggio (2009)
- Annabel Lee, regia di Michael Rissi (2009)

## DalIl barile di Amontillado
- La stanza del mistero (The Sealed Room), regia di David Wark Griffith – cortometraggio (1909)
- La Barrique d'Amontillado, episodio del film Storie fuori dall'ordinario (Histoires extraordinaires à faire peur ou à faire rire...), regia di Jean Faurez (1949)
- A Cask of Amontillado, episodio della serie TV Suspense (1949)
- The Cask of Amontillado, episodio della serie TV Armchair Theatre (1957)
- The Cask of Amontillado, episodio della serie TV Matinee Theatre (1957)
- El tonel de amontillado, episodio del film Obras maestras del terror, regia di Enrique Carreras (1960)
- Ett fat amontillado, regia di William Markus – cortometraggio TV (1963)
- El tonel, episodio della serie TV Historias para no dormir (1966)
- The Cask of Amontillado, episodio del film An Evening of Edgar Allan Poe, regia di Kenneth Johnson – film TV (1970)
- Beczka amontillado, regia di Leon Jeannot – cortometraggio TV (1972)
- Il barile di Amontillado, episodio della serie TV I racconti del mistero e del terrore (1995)
- El barril del amontillado, regia di Alexis Puig – film TV (2003)
- The Cask of Amontillado, episodio del film Nightmares from the Mind of Poe, regia di Ric White (2006)
- The Bottle of Chateau Margaux, regia di Eli Obus – cortometraggio (2007)
- The Cask of Amontillado, regia di John Benjamin Faust – cortometraggio (2008)

## DaBerenice
- Bérénice, regia di Éric Rohmer – cortometraggio (1954)
- Berenice, regia di Marta Reguera – film TV (1959)
- El trapero, regia di Narciso Ibáñez Serrador – film TV (1965)
- El trapero, regia di Narciso Ibáñez Serrador – film TV (1974)
- El trapero, episodio della miniserie TV Historias para no dormir (1982)
- Berenice, regia di Juan Manuel Chumilla-Carbajosa – cortometraggio (1985)
- Berenice, episodio della serie TV I racconti del mistero e del terrore (1995)
- Berenice, regia di Geoffrey Ciani e Christian Twiste (2004)
- Berenice, regia di Bruno Duarte e Luciana Penna – cortometraggio (2005)
- Berenice, regia di Alejandro Aguilera – cortometraggio (2007)
- Focus, regia di Martin Lancaster – cortometraggio (2011)
- Berenice, regia di Zhao Lewis Liu e Jesse Walker  – cortometraggio (2012)

## DaLa caduta della casa degli Usher
- La caduta della casa Usher (La chute de la maison Usher), regia di Jean Epstein (1928)
- The Fall of the House of Usher, regia di James Sibley Watson e Melville Webber – cortometraggio (1928)
- The Fall of the House of Usher, episodio della serie TV Lights Out (1949)
- The Fall of the House of Usher, regia di Ivan Barnett (1950)
- The Fall of the House of Usher, episodio della serie TV Matinee Theatre (1956)
- I vivi e i morti (House of Usher), regia di Roger Corman (1960)
- Horror, regia di Alberto De Martino - da La caduta della casa degli Usher, Quattro chiacchiere con una mummia e Una storia delle Ragged Mountains (1963)
- The Fall of the House of Usher, episodio della serie TV Mystery and Imagination (1966)
- Satanás de todos los horrores, regia di Julián Soler (1974)
- The Fall of the House of Usher, regia di Guerdon Trueblood – cortometraggio (1976)
- La caduta di Casa Usher, episodio della miniserie TV Racconti fantastici - da La caduta della casa degli Usher e La maschera della morte rossa (1979)
- La casa degli Usher (The Fall of the House of Usher), regia di James L. Conway – film TV (1979)
- Notte in casa Usher, episodio della miniserie TV Racconti fantastici (1979)
- La caduta della casa Usher, episodio della serie TV I racconti di Edgar Allan Poe (1981)
- Zánik domu Usherú, regia di Jan Švankmajer – cortometraggio (1982)
- El hundimiento de la casa Usher, regia di Jesús Franco (1982)
- Il mistero di casa Usher (The House of Usher), regia di Alan Birkinshaw (1989)
- La chute de la maison Usher, regia di Marc Julian Ghens – cortometraggio (1992)
- La caduta della casa degli Usher, episodio della serie TV I racconti del mistero e del terrore (1995)
- Usher, regia di Curtis Harrington – cortometraggio (2000)
- The Fall of the Louse of Usher: A Gothic Tale for the 21st Century, regia di Ken Russell (2002)
- La casa degli Usher (The House of Usher), regia di Hayley Cloake (2006)
- House of Usher, regia di David DeCoteau (2011)
- 1313: Haunted Frat, regia di David DeCoteau (2011)
- The Fall of the House of Usher, regia di Raul Garcia – cortometraggio (2012)
- The Fall of the House of Usher, regia di Robert Tinnell, episodio del film Requiem for the Damned (2012)

## DaLe campane
- The Bells, regia di Oscar Apfel – cortometraggio (1913)
- The Bells, regia di George Lessey – cortometraggio (1913)

## DaLa cassa oblunga
- La rossa maschera del terrore (The Oblong Box), regia di Gordon Hessler (1968)
- El hombre largo, regia di Hernán Sáez – film TV (2004)

## DaLa città nel mare
- 20.000 leghe sotto la terra (War-Gods of the Deep), regia di Jacques Tourneur (1965)

## DaIl corvo
- The Raven – cortometraggio (1912)
- The Raven, regia di Lew Landers (1935)
- Der Rabe, regia di Kurt Steinwendner – cortometraggio (1951)
- I maghi del terrore (The Raven), regia di Roger Corman (1963)
- El cuervo, episodio della serie TV Historias para no dormir (1967)
- The Raven, regia di Scott Allen Nollen – cortometraggio (1980)
- Der wilde Rabe, regia di Peter Sempel (1985)
- Der Rosenkönig, regia di Werner Schroeter (1986)
- La paura fa novanta, episodio della serie TV I Simpson (1990)
- The Raven... Nevermore, regia di Tinieblas González – cortometraggio (1999)
- Der Rabe, regia di Hannes Rall – cortometraggio (2000)
- The Raven, regia di Peter Bradley – cortometraggio (2003)
- The Raven, regia di Kurt Hull e Robert Sidis – cortometraggio (2005)
- The Raven, episodio del film Nightmares from the Mind of Poe, regia di Ric White (2006)
- The Raven, regia di Jeff Frentzen e Ulli Lommel (2006)
- El cuervo, regia di Richie Ercolalo – cortometraggio (2007)
- The Raven, regia di David DeCoteau – film TV (2007)
- The Raven, regia di Alexander Freeman – cortometraggio (2008)
- The Raven, regia di Ricardo de Montreuil – cortometraggio (2010)
- The Raven, regia di Ryan Cultrera (2010)
- The Raven, regia di James McTeigue (2012)

## DaIl cuore rivelatore
- Ragnatela (The Avenging Conscience: or 'Thou Shalt Not Kill'), regia di David Wark Griffith - da Il pozzo e il pendolo, Il cuore rivelatore e Annabel Lee (film 1914)
- The Telltale Heart, regia di Charles Klein – cortometraggio (1928)
- Il cuore rivelatore, regia di Alberto Mondadori – cortometraggio (1934)
- The Tell-Tale Heart, regia di Brian Desmond Hurst (1934)
- The Tell-Tale Heart, regia di Frank Wisbar – film TV (1939)
- Il cuore rivelatore (The Tell-Tale Heart), regia di Jules Dassin – cortometraggio (1941)
- Le Cœur révélateur, episodio del film Storie fuori dall'ordinario (Histoires extraordinaires à faire peur ou à faire rire...), regia di Jean Faurez (1949)
- The Tell-Tale Heart, episodio della serie TV Actor's Studio (1949)
- Heartbeat/Mardi Gras, episodio della serie TV Royal Playhouse (1949)
- The Cuckoo Clock, regia di Tex Avery – cortometraggio (1950)
- The Tell-Tale Heart, regia di J.B. Williams – cortometraggio (1953)
- The Tell-Tale Heart, regia di Ted Parmelee – cortometraggio (1953)
- The Tell-Tale Heart, episodio della serie TV Monodrama Theater (1953)
- Coração Delator, serie TV (1953)
- Das verräterische Herz, regia di Wilm ten Haaf – film TV (1954)
- Il tesoro dei corsari (Manfish), regia di William Lee Wilder - da Lo scarabeo d'oro e Il cuore rivelatore (1956)
- The Tell-Tale Heart, episodio della serie TV Matinee Theatre (1956)
- The Tell-Tale Heart, regia di Joseph Marzano – cortometraggio (1958)
- El corazón delator, regia di Marta Reguera – film TV (1959)
- El corazón delator, episodio del film Obras maestras del terror, regia di Enrique Carreras (1960)
- Panic (The Tell-Tale Heart), regia di Ernest Morris (1960)
- The Tell-Tale Heart, episodio della serie TV The Robert Herridge Theater (1960)
- Det förrädiska hjärtat, regia di William Markus – cortometraggio TV (1963)
- El último reloj, episodio della serie TVTras la puerta cerrada (1967)
- The Telltale Heart, episodio della serie TV Mystery and Imagination (1968)
- The Tell-Tale Heart, episodio del film An Evening of Edgar Allan Poe, regia di Kenneth Johnson – film TV (1970)
- Legend of Horror, regia di Bill Davies (1971)
- Hjertet der sladrede, regia di Jørgen Vestergaard – cortometraggio (1971)
- The Tell-Tale Heart, regia di Steve Carver – cortometraggio (1971)
- Bicie serca, regia di Jan Laskowski – cortometraggio TV (1972)
- Das verräterische Herz, regia di Karl-Heinz Kramberg – film TV (1979)
- The Tell-Tale Heart, regia di Scott Allen Nollen – cortometraggio (1979)
- The Tell-Tale Heart, regia di Joseph Marzano – cortometraggio (1986)
- The Tell-Tale Heart, regia di John Carlaw – cortometraggio (1991)
- The Tell-Tale Heart, regia di Scott Mansfield – cortometraggio (1991)
- Il cuore rivelatore, episodio della serie TV I racconti del mistero e del terrore (1995)
- Het verraderlijke hart, regia di Bert Lemmens – cortometraggio (1996)
- Mind's Eye, regia di Kristian Fraga  – cortometraggio (1998)
- Corazón delator, regia di Facundo De Rosas – cortometraggio (1999)
- Corazón delator, regia di Alex Stilman – cortometraggio (1999)
- The Tell Tale Heart, regia di Wayne A. Hazle – cortometraggio (1999)
- El corazón delator, regia di Alfonso S. Suárez – cortometraggio (2001)
- The Tell-Tale Heart, regia di Jeff Hoffman – cortometraggio (2003)
- Das verräterische Herz, regia di Marc Malze – cortometraggio (2003)
- The Tell-Tale Heart, regia di Stephanie Sinclaire – cortometraggio (2004)
- The Tell Tale Heart, regia di Raul Garcia – cortometraggio (2005)
- Il rumore del cuore, episodio della serie TV Racconti neri (2006)
- The Tell-Tale Heart, regia di Gareth Nicholls (2006)
- The Tell-Tale Heart, episodio del film Nightmares from the Mind of Poe, regia di Ric White (2006)
- Der Verrückte, das Herz und das Auge, regia di Gregor Dashuber e Annette Jung – cortometraggio (2006)
- The Tell-Tale Heart, regia di Lawrence 'Law' Watford – cortometraggio (2006)
- The Tell-Tale Heart, regia di Brett Kelly – cortometraggio (2006)
- The Tell Tale Heart, regia di Greg TeGantvoort – cortometraggio (2006)
- The Tell-Tale Heart, regia di Luke Brown – cortometraggio (2007)
- The Tell-Tale Heart, regia di Robert Eggers – cortometraggio (2008)
- The Tell Tale Heart, regia di Ryan Shovey – cortometraggio (2008)
- The Tell Tale Heart, regia di Ean Perrotti – cortometraggio (2008)
- The Tell-Tale Heart, regia di Jamie Russo – cortometraggio (2008)
- The Tell Tale Heart, regia di Aaron Jolly e Josh Strnad – cortometraggio (2008)
- The Last Ache, regia di Aaron Botwick e Joshua Meadow – cortometraggio (2009)
- The Tell-Tale Heart, regia di Travis Mays e Darren Walker – cortometraggio (2009)
- The Tell-Tale Heart, regia di Alexander Freeman – cortometraggio (2009)
- The Tell-Tale Heart, regia di Killian McGregor – cortometraggio (2009)
- The Tell-Tale Heart, episodio della serie TV Point of No Return (2009)
- Tell-Tale, regia di Michael Cuesta (2009)
- Mea Maxima Culpa, regia di Eric B. Spoeth – cortometraggio (2010)
- Oysters & Pearls, regia di Saul Herckis – cortometraggio (2010)
- The Tell-Tale Heart, regia di Jeff Yanik – cortometraggio (2010)
- El corazón delator, regia di Daniel Bayona – cortometraggio (2012)
- An Cridhe Cabaireach (The Tell-Tale Heart), regia di Jim Lawrence – cortometraggio (2012)
- Music Box, regia di Ryan Caldwell – cortometraggio (2012)
- The Tell-Tale Heart, regia di Aaron J. Shelton, episodio del film Requiem for the Damned (2012)

## DaI delitti della Rue Morgue
- Sherlock Holmes in the Great Murder Mystery – cortometraggio (1908)
- The Murders in the Rue Morgue – cortometraggio (1914)
- Il dottor Miracolo (Murders in the Rue Morgue), regia di Robert Florey (1932)
- Il mostro della via Morgue (Phantom of the Rue Morgue), regia di Roy Del Ruth (1954)
- The Murders in the Rue Morgue, episodio della serie TV Detective (1968)
- I terrificanti delitti degli assassini della via Morgue (Murders in the Rue Morgue), regia di Gordon Hessler (1971)
- Vrazda v ulici morgue, episodio della miniserie TV A.C. Dupin zasahuje (1971)
- Doble asesinato en la calle Morgue, episodio della serie TV Ficciones (1972)
- Le double assassinat de la rue Morgue, regia di Jacques Nahum – film TV (1973)
- I delitti della via Morgue (The Murders in the Rue Morgue), regia di Jeannot Szwarc – film TV (1986)
- Ubitye molniey, regia di Evgeniy Yufit (2002)
- Gli assassini della Rue Morgue, episodio della serie TV Racconti neri (2006)
- The Murders in the Rue Morgue, regia di Anthony Vingas, episodio del film Requiem for the Damned (2012)

## DaEleonora
- Eleonora, episodio della serie TV Hora once (1971)

## DaIl gatto nero
- Il gatto nero, episodio del film Un affare misterioso (Unheimliche Geschichten), regia di Richard Oswald (1919)
- Un affare misterioso (Unheimliche Geschichten), regia di Richard Oswald - da Il gatto nero e Il sistema del dott. Catrame e del prof. Piuma  (1932)
- The Black Cat, regia di Edgar G. Ulmer (1934)
- The Black Cat, regia di Albert S. Rogell (1941)
- Il gatto nero, episodio del film I racconti del terrore (Tales of Terror), regia di Roger Corman (1962)
- The Black Cat, regia di Harold Hoffman (1966)
- Il tuo vizio è una stanza chiusa e solo io ne ho la chiave, regia di Sergio Martino (1972)
- The Sabbat of the Black Cat, regia di Ralph Lawrence Marsden (1973)
- El gato negro, episodio della serie TV El quinto jinete (1975)
- Die schwarze Katze, regia di Karl-Heinz Kramberg – film TV (1980)
- Black Cat (Gatto nero), regia di Lucio Fulci (1981)
- Il gatto nero, regia di Dario Argento, episodio del film Due occhi diabolici (Two Evil Eyes) (1990)
- The Black Cat, regia di Rob Green – cortometraggio (1995)
- Il gatto nero, episodio della serie TV I racconti del mistero e del terrore (1995)
- Il gatto nero, regia di Lucrezia Le Moli – cortometraggio (2003)
- Il gatto nero, episodio della serie TV Masters of Horror (2006)
- The Black Cat, regia di Johnny Bones, episodio del film Requiem for the Damned (2012)

## DaIl genio della perversione
- The Imp of the Perverse, episodio della serie TV Centre Play (1975)
- The Night Prowler, regia di James Rolfe – cortometraggio (2002)

## DaIl giocatore di scacchi di Maelzel
- Le joueur d'échecs de Maelzel, episodio della serie TV I racconti di Edgar Allan Poe (1981)

## DaHop-Frog
- Fool's Fire, regia di Julie Taymor – film TV (1992)

## DaLa lettera rubata
- The Purloined Letter, episodio della serie TV Suspense (1952)
- Auguste Dupin findet den entwendeten Brief, episodio della serie TV Die Galerie der großen Detektive (1954)
- Ukradnuty list, episodio della miniserie TV A.C. Dupin zasahuje (1971)
- Le Chevalier Dupin: La lettre volée, episodio della serie TV Les grands détectives (1974)
- La lettre volée, episodio della serie TV I racconti di Edgar Allan Poe (1981)

## DaLigeia
- Ligeia, regia di Marta Reguera – film TV (1959)
- La tomba di Ligeia (The Tomb of Ligeia), regia di Roger Corman (1964)
- Ligeia Forever, episodio della miniserie TV Racconti fantastici (1975)
- Ligeia, episodio della serie TV I racconti di Edgar Allan Poe (1981)
- Ligeia, episodio della serie TV I racconti del mistero e del terrore (1995)
- Ligeia, regia di Michael Staininger (2009)
- Edgar Allan Poe's Ligeia, regia di Griffith Mehaffey (2022)

## DaMai scommettere la testa col diavolo
- Toby Dammit, regia di Federico Fellini, episodio del film Tre passi nel delirio (Histoires extraordinaires) (1968)
- Never Bet the Devil Your Head, regia di Christopher Jarvis - cortometraggio (2007)

## DaLa maschera della morte rossa
- La peste a Firenze nel secolo XV (Die Pest in Florenz), regia di Otto Rippert (1919)
- Un fantasma si aggira per l'Europa (Prizrak brodit po Evrope), regia di Vladimir Rostislavovič Gardin (1923)
- The Masque of the Red Death, episodio della serie TV Lights Out (1951)
- La maschera della morte rossa (The Masque of the Red Death), regia di Roger Corman (1964)
- Maska crvene smrti, regia di Pavao Štalter – cortometraggio (1969)
- La maschera della morte rossa, regia di Manfredo Manfredi – cortometraggio (1970)
- La caduta di Casa Usher, episodio della miniserie TV Racconti fantastici - da La caduta della casa degli Usher e La maschera della morte rossa (1979)
- La maschera della morte rossa (Masque of the Red Death), regia di Larry Brand (1989)
- La maschera della morte rossa (The Masque of the Red Death), regia di Alan Birkinshaw (1989)
- La maschera della morte rossa, episodio della serie TV I racconti del mistero e del terrore (1995)
- La maschera della morte rossa, episodio della serie TV Racconti neri (2006)
- La morte rossa, regia di Michael Maneia – cortometraggio (2009)
- The Masque of the Red Death, regia di Daniel Woiwode – cortometraggio (2010)

## DaMetzengerstein
- Metzengerstein, regia di Roger Vadim, episodio del film Tre passi nel delirio (Histoires extraordinaires)  (1968)
- Hilda Muramer, regia di Jacques Trébouta – film TV (1973)

## DaIl mistero di Marie Roget
- Mystery of Marie Roget, regia di Phil Rosen (1942)
- El misterio de María Roget, episodio della serie TV Novela (1978)

## DaMorella
- Morella, episodio del film I racconti del terrore (Tales of Terror), regia di Roger Corman (1962)
- The Haunting of Morella, regia di Jim Wynorski (1990)
- Morella, episodio della serie TV I racconti del mistero e del terrore (1995)
- Morella, regia di James Glenn Dudelson (1999)
- Morella, episodio della serie TV Racconti neri (2006)
- Morella, regia di Jeff Ferrell – cortometraggio (2008)
- Morella, regia di Francesca Castelbuono – cortometraggio (2011)

## DaIl pozzo e il pendolo
- Le Puits et le Pendule, regia di Henri Desfontaines – cortometraggio (1909)
- The Pit and the Pendulum, regia di Alice Guy – cortometraggio (1913)
- Ragnatela (The Avenging Conscience: or 'Thou Shalt Not Kill'), regia di David Wark Griffith - da Il pozzo e il pendolo, Il cuore rivelatore e Annabel Lee (film 1914)
- The Pit, episodio della serie TV Lights Out (1952)
- Il pozzo e il pendolo (Pit and the Pendulum), regia di Roger Corman (1961)
- The Pit, regia di Edward Abraham – cortometraggio (1962)
- Le Puits et le Pendule, regia di Alexandre Astruc – cortometraggio (1964)
- La tredicesima vergine (Die Schlangengrube und das Pendel), regia di Harald Reinl (1967)
- The Pit and the Pendulum, episodio del film An Evening of Edgar Allan Poe, regia di Kenneth Johnson – film TV (1970)
- Kyvadlo, jáma a nadeje, regia di Jan Švankmajer – cortometraggio (1984)
- Il pozzo e il pendolo (The Pit and the Pendulum), regia di Stuart Gordon (1991)
- Il pozzo e il pendolo, episodio della serie TV I racconti del mistero e del terrore (1995)
- The Pit and the Pendulum, regia di David DeCoteau (2009)
- The Pit and the Pendulum, regia di Tony Baez Milan, episodio del film Requiem for the Damned (2012)

## DaQuattro chiacchiere con una mummia
- Horror, regia di Alberto De Martino - da La caduta della casa degli Usher, Quattro chiacchiere con una mummia e Una storia delle Ragged Mountains (1963)
- Vendetta eterna (The Mummy Lives), regia di Gerry O'Hara (1993)

## DaIl ritratto ovale
- One Minute Before Death, regia di Rogelio A. González (1972)
- Il ritratto ovale, episodio di I racconti del mistero e del terrore – serie TV (1995)
- Le portrait ovale , regia di Marc Julian Ghens – cortometraggio (2001)
- The Oval Portrait, regia di Phillip A. Boland e Ivan Zuccon – cortometraggio (1997)
- The Oval Portrait, regia di Michael Rumie e Zurab Match – cortometraggio (2011)

## DaLo scarabeo d'oro
- The Gold Bug, episodio della serie TV Your Favorite Story (1953)
- Il tesoro dei corsari (Manfish), regia di William Lee Wilder - da Lo scarabeo d'oro e Il cuore rivelatore (1956)
- Le scarabée d'or, regia di Robert Lachenay – cortometraggio (1961)
- The Gold Bug, episodio della serie TV ABC Weekend Specials (1980)
- Le scarabée d'or, episodio della serie TV I racconti di Edgar Allan Poe (1981)
- En busca del dragón dorado, regia di Jesús Franco (1983)
- El escarabajo de oro, regia di Vicente J. Martín (1999)
- The Gold Bug, regia di Spike Carpenter (2009)

## DaSei tu il colpevole
- La Résurrection de Barnabé, episodio del film Storie fuori dall'ordinario (Histoires extraordinaires à faire peur ou à faire rire...), regia di Jean Faurez (1949)
- Vrah si ty, episodio della miniserie TV A.C. Dupin zasahuje (1971)
- Vrah jsi ty, regia di Lucie Belohradská – film TV (2003)

## DaLa sepoltura prematura
- Prelude, regia di Castleton Knight – cortometraggio (1927)
- The Crime of Dr. Crespi, regia di John H. Auer (1935)
- The Premature Burial, episodio della serie TV Thriller (1961)
- Sepolto vivo (Premature Burial), regia di Roger Corman (1962)
- Haunting Fear, regia di Fred Olen Ray (1990)
- Šílení, regia di Jan Švankmajer - da Il sistema del dott. Catrame e del prof. Piuma e La sepoltura prematura (2005)
- The Premature Burial, episodio del film Nightmares from the Mind of Poe, regia di Ric White (2006)

## DaLa sfinge
- The Sphinx, episodio del film An Evening of Edgar Allan Poe, regia di Kenneth Johnson – film TV (1970)
- The Sphinx, regia di Scott Allen Nollen – cortometraggio (1985)

## DaSilenzio
- Silencio, regia di Alonso Mayo – cortometraggio (2002)

## DaIl sistema del dott. Catrame e del prof. Piuma
- Il sistema del dr. Gondron e del prof. Plume (Le Système du docteur Goudron et du professeur Plume), regia di Maurice Tourneur – cortometraggio (1913)
- Un affare misterioso (Unheimliche Geschichten), regia di Richard Oswald - da Il gatto nero e Il sistema del dott. Catrame e del prof. Piuma  (1932)
- Manicomio, regia di Fernando Fernán Gómez e Luis María Delgado (1954)
- System, regia di Janusz Majewski – cortometraggio TV (1972)
- The Mansion of Madness, regia di Juan López Moctezuma (1973)
- Le système du docteur Goudron et du professeur Plume, episodio della serie TV I racconti di Edgar Allan Poe (1981)
- Šílení, regia di Jan Švankmajer - da Il sistema del dott. Catrame e del prof. Piuma e La sepoltura prematura (2005)
- Stonehearst Asylum, regia di Brad Anderson (2014)

## DaUn sogno dentro a un sogno
- Within, regia di Alex Lane – cortometraggio (2012)

## DaSolo
- Alone - Riesci a sentire la paura? (Alone), regia di Phil Claydon (2002)

## DaUna storia delle Ragged Mountains
- Horror, regia di Alberto De Martino - da La caduta della casa degli Usher, Quattro chiacchiere con una mummia e Una storia delle Ragged Mountains (1963)
- Mimetic Tales of Ragged Mountain, regia di Richard Knox Robinson – cortometraggio (2010)

## DaL'uomo della folla
- El hombre de la multitud, regia di Juan Manuel Chumilla-Carbajosa – cortometraggio (1986)
- Mannen i folkmassan, episodio del film Syner, regia di Nikolaj Marquez Von Hage (2009)

## DaLa verità sul caso di Mr. Valdemar
- Il caso Valdemar, regia di Gianni Hoepli e Ubaldo Magnaghi (1936)
- La verdad sobre el caso del señor Valdemar, episodio del film Obras maestras del terror, regia di Enrique Carreras (1960)
- Valdemar, episodio del film I racconti del terrore (Tales of Terror), regia di Roger Corman (1962)
- El pacto, episodio della serie TV Historias para no dormir (1966)
- Valdemar, el homonculus dormido, regia di Tomás Muñoz – cortometraggio (1977)
- Fatti nella vita del signor Valdemar, regia di George A. Romero, episodio del film Due occhi diabolici (Two Evil Eyes) (1990)
- La verità sul caso di Mr. Valdemar, episodio della serie TV I racconti del mistero e del terrore (1995)
- The Mesmerist, regia di Gil Cates Jr. (2002)
- Expediente EV-0043, regia di Esteban Corzo – cortometraggio (2009)

## DaIl verme trionfante
- Il grande inquisitore (Witchfinder General), regia di Michael Reeves (1968)

## DaWilliam Wilson
- Lo studente di Praga (Der Student von Prag), regia di Stellan Rye (1913)
- William Wilson, episodio della serie TV Great Ghost Tales (1961)
- William Wilson, regia di Louis Malle, episodio del film Tre passi nel delirio (Histoires extraordinaires)  (1968)
- The Destroying Angel, regia di Peter De Rome (1976)
- William Wilson, episodio della serie TV Centre Play (1976)
- Il delirio di William Wilson, episodio della miniserie TV Racconti fantastici (1979)
- William Wilson, regia di Jorge Dayas – cortometraggio (1999)

## Altro
- Une vengeance d'Edgar Poë, regia di Gérard Bourgeois – cortometraggio (1912)[1]
- Edgar Allan Poe, regia di James A. FitzPatrick – cortometraggio (1922)
- La città dei mostri (The Haunted Palace), regia di Roger Corman (1963)[2]
- La ballata della morte (House of Evil), regia di Juan Ibáñez e Jack Hill (1968)[3]
- Sospiri (La noche de los asesinos), regia di Jesús Franco (1974)[4]
- El acomodador, regia di Edgardo Rosso (1975)
- Az elitélt, regia di Attila Apró – film TV (1982)
- Il gatto nero, regia di Luigi Cozzi (1989)[5]
- Sepolti vivi (Buried Alive), regia di Gérard Kikoïn (1990)[6]
- Cztery razy rezyser, regia di Jaroslaw Grzadzielski, Artur Hofman, Ryszard Maciej Nyczka, Wojciech Starostecki – film TV (1991)
- The Horror Vault 2, regia di Henric Brandt, Lars Gustavsson, Oscar Malm, Kim Sønderholm, Ben Wydeven (2008)[7]
- This Evening's Discourse, regia di Brandon Emery e B.J. Golnick – cortometraggio (2009)
- The Horror Vault 3, regia di James Barclay, Dave Holt, Johan A. Kruger, Kim Sønderholm, David C. Hayes, John Scott Mills (2010)[7]
- True, regia di Sebastien Guy – cortometraggio (2010)